# Stanislaus Pacher
Stanislaus Pacher (* 19. Oktober 1892 in Flattach, Kärnten; † 17. August 1970 in Salzburg) war ein österreichischer Politiker der sozialistischen Partei, Abgeordneter zum Salzburger Landtag und Bürgermeister der Landeshauptstadt Salzburg. 
Pacher stammte aus einer Kärntner „Kleinhäuserfamilie“ und war von Beruf Bergarbeiter. Zunächst war er im Goldbergbau in Böckstein im Gasteinertal tätig und ab 1913 im Kupferbergwerk in Mühlbach am Hochkönig. Von 1928 bis 1934 stand er dieser Bergbaugemeinde als Bürgermeister vor und war von 1932 bis 1934 zugleich auch Landtagsabgeordneter. Nach dem Österreichischen Bürgerkrieg im Jahre 1934 wurde er als Bürgermeister abgesetzt und zeitweise inhaftiert. Nach seiner Freilassung schlug er sich als einfacher Hilfsarbeiter und später als Angestellter der Salzburger Lebensmittelwerke „Union“ durch. 1945 wurde er Gemeinderat und 1949 Stadtrat der Landeshauptstadt Salzburg. 
1951 übernahm er von seinem Vorgänger Anton Neumayr das Amt des Bürgermeisters der Stadt Salzburg und übte es bis 1957 aus. Während seiner Amtszeit wurden in der Landeshauptstadt zahlreiche Schulen errichtet bzw. erweitert sowie das neue Kurmittelhaus mit Hallenbad und das Kongresshaus eröffnet. Pacher war bekannt für sein offenes Herz und seine Fürsorge für ältere Menschen. So schuf er aus dem Wohlfahrtsverein „Volkshilfe“ eine karitative Institution. 
Am 28. August 1958 wurde er zum Ehrenbürger der Stadt Salzburg ernannt. Nach seinem Ableben am 17. August 1970 fand er seine letzte Ruhestätte in einem Ehrengrab auf dem Salzburger Kommunalfriedhof.